# Crema de pastisseria

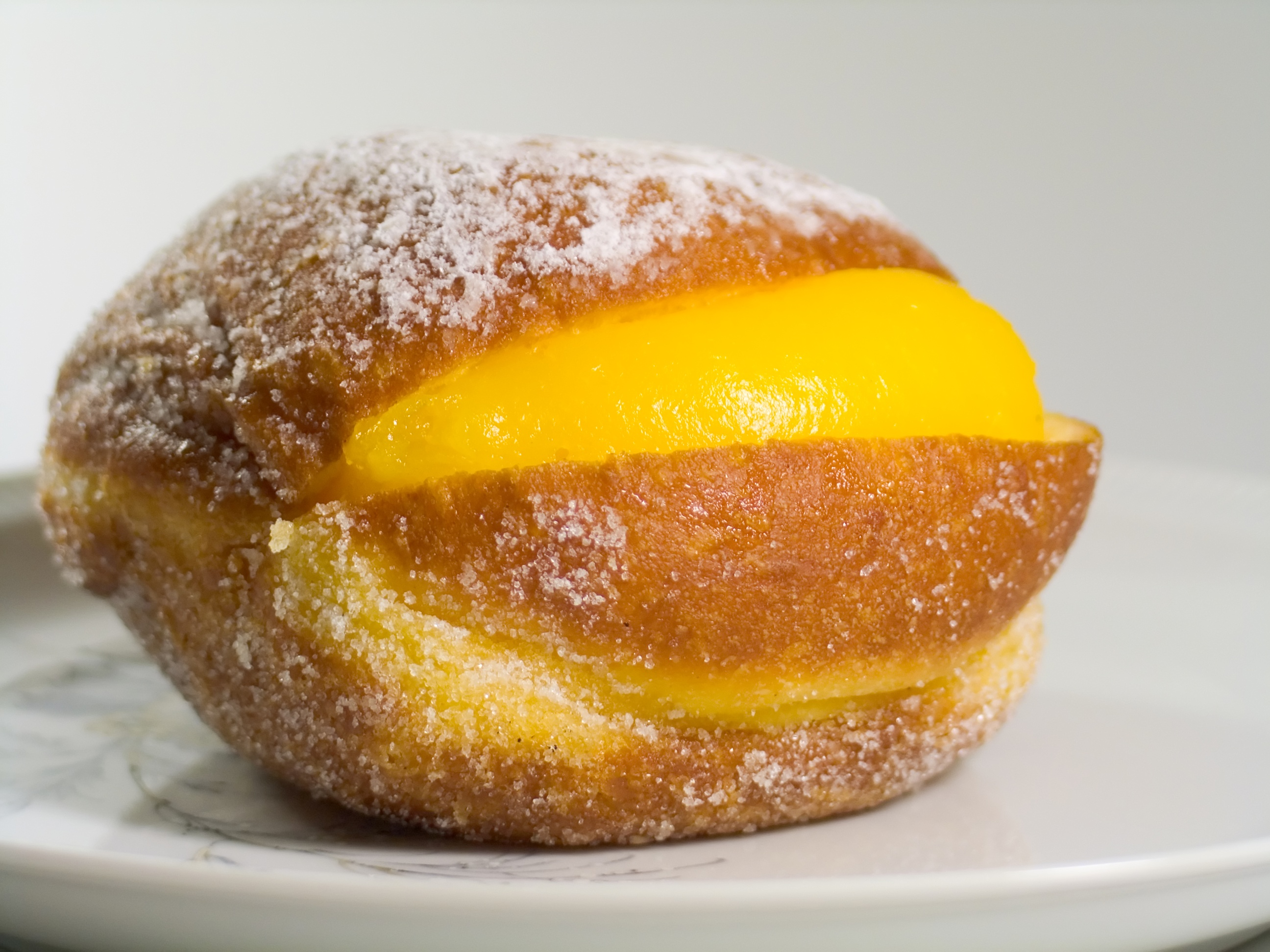
Crema de pastisseria amb una bola de Berlín.

La crema de pastisseria, o simplement crema, és una emulsió dolça de consistència mitjanament espessa, de color groc o groguenc, sovint present a alguns productes de pastisseria.
Es prepara usualment amb aigua, llet, sucre, farina, rovells i clares d'ous, vainilla i mantega. De vegades s'afegeix llimona com a condiment. Els ingredients es mesclen i s'escalfen dins d'un recipient, es remenen amb freqüència, perquè no s'enganxi al fons del recipient. La presència d'ou en la mescla sol requerir que els aliments que contenen crema s'hagin de mantenir refrigerats per evitar la proliferació d'enterobacteris com ara la salmonel·la, ans que hi ha versions comercials sense ou. Aquesta emulsió gastronòmica és present a la cuina dels Països Catalans, com per exemple el xuixo. La crema es fa servir com a farciment de diversos pastissos. També es pot menjar com acompanyament de les amanides de fruites o compotes. L'illa flotant consisteix en "illes" de merenga flotant sobre un "mar" de crema de consistència prou líquida.